# Fieseler Fi 158
Il Fieseler Fi 158 era un monomotore monoplano da primato ad ala bassa realizzato dall'azienda tedesca Gerhard-Fieseler-Werke nei tardi anni trenta.
Derivato dal Fi 157 senza pilota, venne costruito in un unico esemplare ed utilizzato per tentare di superare i primati precedentemente raggiunti per velivoli della stessa categoria.

## Descrizione tecnica
L'Fi 158 riprendeva l'impostazione generale del velivolo da cui derivava, monomotore, monoplano ad ala bassa, ma a differenza del precedente integrava una cabina di pilotaggio, un carrello d'atterraggio retrattile ed un impennaggio bideriva.